# Rustenburg (Perica)
Rustenburg is een voormalige suikerplantage aan de Pericakreek in het stroomgebied van de Commewijne in de kolonie Suriname. In het Sranantongo werd deze plantage Sati genoemd.

## Locatie
De plantage lag in het afvaren van de Pericakreek aan de linkerzijde, grenzend stroomopwaarts aan suikerplantage Waterwijk, stroomafwaarts aan Courtvlugt. 
De plantage was gedurende de 18e en 19e eeuw in bedrijf met ongeveer 2.880 Surinaamse akkers, wat neerkomt op 1.237 hectare. Er werd suikerriet verbouwd.

## Eigendomssituaties
(naar jaar)
- 1737: Weduwe Cramer
- 1770: mr. I. F. Bachman
- 1819: S. en S.H. de la Parra, deze bezat ook koffieplantage Rustenburg aan de Commewijnerivier
- 1827: S. en boedel S.H. de la Parra
- 1863: Ministerie van Koloniën

## Emancipatie
In 1856 verbleven 149 slaafgemaakten op Rustenburg. Bij de afschaffing van de slavernij in Suriname in 1863 werden op de plantage 191 personen vrijgemaakt, waarbij 57 nieuwe familienamen werden geboekstaafd, te weten:
Adler, Almoor, Baarsveld, Berika, Blas, Blijnhof, Borgel, Burgrust, Draamer, Eydamer, Funk, Haardweg, Haltman, Hofblij, Houdermans, Houtmaker, Kalfblad, Kassard, Killenhoven, Maatrijk, Multer, Nooring, Noortheim, Pekham, Peterdorf, Ponterson, Rietpijl, Rietstok, Riettuin, Ringboom, Ritveld, Rustburg, Saksel, Schifer, Seidel, Sluisman, Sperling, Starke, Steenham, Stern, Stürm, Suikerman, Sunsch, Tinners, Veldboom, Vredendijk, Wallerlei, Wanhof, Wasman, Weekers, Weldam, Wertheim, Westerheide, Winston, Wijngart, Wolkhuis en Zella